# Harriet Arbuthnot
Harriet Arbuthnot (10 settembre 1793 – Woodford, 2 agosto 1834) è stata una scrittrice britannica autrice di diari, osservatrice sociale e testimone politica per conto del partito Tory all'inizio del XIX secolo.
Durante gli anni venti del XIX secolo fu "l'amica più cara" del primo duca di Wellington, eroe della battaglia di Waterloo e primo ministro britannico. La lunga corrispondenza e frequentazione nei confronti del duca, registrate nei suoi diari, sono state ampiamente utilizzate in molte autorevoli biografie di questo.
Nata alla periferia dell'aristocrazia britannica e sposata con un politico e membro della classe dirigente, poté incontrare tutte le figure chiave del periodo della Reggenza e della tarda età napoleonica. Registrando, spesso alla lettera, incontri verbali e conversazioni, è diventata la Mrs. Arbuthnot citata in molte biografie e storie dell'epoca. Le sue osservazioni e i ricordi della vita all'interno dell'establishment britannico non si limitano agli individui, ma documentano con la stessa attenzione ai dettagli la politica, i grandi eventi e la vita quotidiana, fornendo agli storici un'immagine chiara degli eventi descritti. I suoi diari furono infine pubblicati nel 1950 come The Journal of Mrs Arbuthnot.

## Biografia

### Infanzia e giovinezza

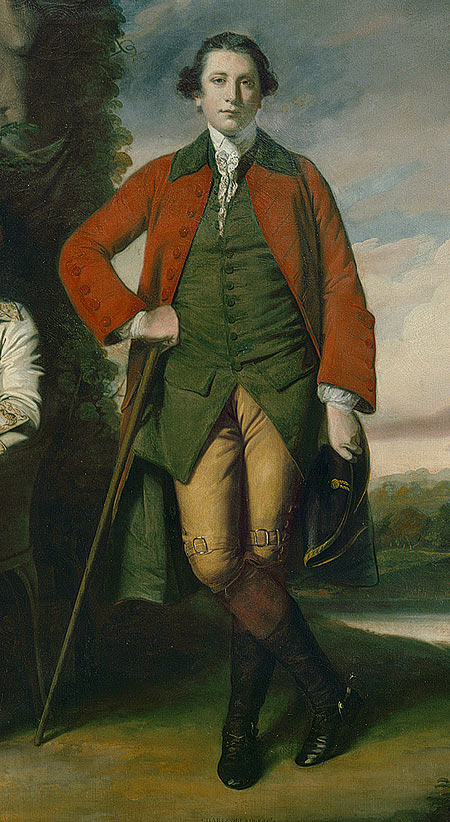
Henry Fane (1739–1802), padre di Harriet Arbuthnot

Harriet Arbuthnot nacque col nome di Harriet Fane il 10 settembre 1793, figlia del politico Henry Fane, secondogenito di Thomas Fane, ottavo conte di Westmorland. Da giovane, Henry Fane era stato descritto come "molto pigro e distratto e amante della campagna". Trovò tuttavia il tempo di essere deputato al Parlamento per il distretto di Lyme e nel 1772 fu nominato Custode delle strade private del re. Nel 1778, sposò la madre di Arbuthnot, Anna Batson, un'ereditiera, figlia di Edward Buckley Batson. La coppia ebbe quattordici figli: nove maschi e cinque femmine.
La giovane Harriet trascorse gran parte della sua infanzia nella casa di famiglia a Fulbeck Hall nel Lincolnshire, situata sulle colline calcaree sopra Grantham. La casa, che era stata donata a Henry Fane dal padre, era una magione moderna non troppo grande al tempo dell'infanzia di Arbuthnot. Fu ricostruita a seguito di un incendio nel 1733 e ulteriormente ampliata e modernizzata nel 1784 da Henry Fane. A Fulbeck Hall Harriet e i suoi fratelli godettero di un'infanzia rurale confortevole e abbastanza ricca.
Il padre di Harriet morì quando lei aveva nove anni, ma le fortune familiari migliorarono considerevolmente nel 1810 quando sua madre ereditò la tenuta Avon Tyrrell nell'Hampshire e la tenuta Upwood nel Dorset. Ciò procurò alla vedova Fane un reddito di seimila sterline all'anno, ingente per gli standard del tempo. Con quattordici bambini e una posizione in società da mantenere, tuttavia, il denaro trovò un completo utilizzo.

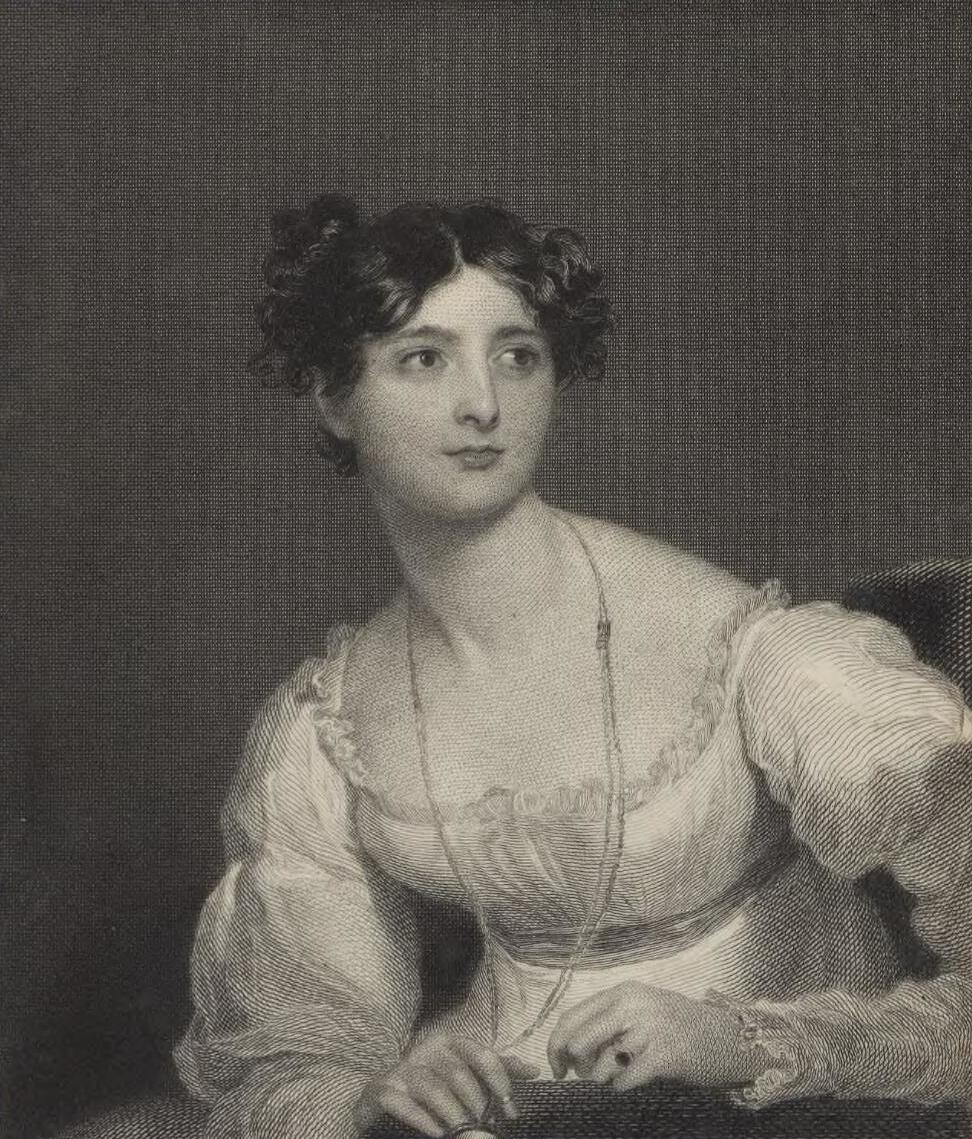
Ritratto di Harriet Arbuthnot

### Matrimonio
Harriet Fane sposò Charles Arbuthnot, membro del Parlamento, il 31 gennaio 1814 a Fulbeck. Nato nel 1767, il marito aveva ventisei anni più di lei, una differenza di età che inizialmente aveva spinto la sua famiglia a opporsi al matrimonio. Un altro dei principali ostacoli alla conclusione degli accordi per il matrimonio era finanziario. Sua madre, vedova, delegò gli accordi per il matrimonio della figlia ventenne al figlio maggiore Vere, un vedovo di quarantasei anni considerato qualificato in materia poiché lavorava alla Child's Bank. Sembra che Vere Fane e sua madre non fossero inizialmente disposti a concedere abbastanza soldi a sua sorella per soddisfare il futuro marito.

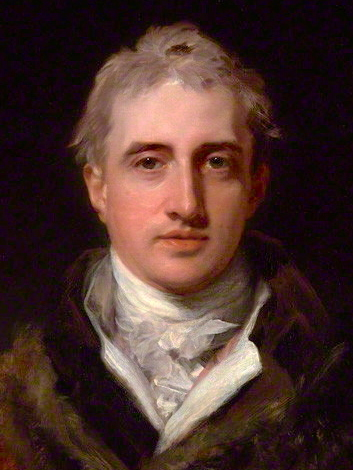
Lord Castlereagh, amico di Harriet Arbuthnot

Charles Arbuthnot era vedovo con quattro figli; suo figlio Charles aveva appena nove anni in meno della sua nuova moglie. La prima moglie, Marcia, dama di compagnia della principessa del Galles, era morta nel 1806. Come gli altri due uomini che la sua seconda moglie tanto ammirava, il visconte Castlereagh e Wellington, Charles Arbuthnot era un membro dell'aristocrazia anglo-irlandese. Aveva fatto parte del parlamento dal 1795, quando divenne membro per il distretto di East Looe. Al momento del matrimonio con Fane, era il membro per St Germans. Aveva brevemente interrotto la sua carriera politica per diventare Ambasciatore Straordinario per l'impero ottomano tra il 1804 e il 1807. Il matrimonio con un tale pilastro della classe dirigente aprì tutte le porte alla giovane nuova moglie, che sarebbe altrimenti rimasta alla periferia dell'alta società. Tuttavia, come il dibattito e le dispute sulla sua dote dimostrarono, i soldi disponibili non erano molti.
Durante tutto il suo matrimonio, la signora Arbuthnot, ex Harriet Fane, strinse amicizie con potenti uomini anziani. Descrisse Castlereagh come il suo "più caro e migliore amico" fino alla sua morte, avvenuta nel 1822, quando trasferì il suo affetto all'altro grande membro anglo-irlandese del XIX secolo, il Duca di Wellington. Tutti i commentatori dell'epoca, tuttavia, concordano sul fatto che il suo matrimonio sia stato felice; in effetti, anche suo marito era un amico intimo di Wellington. Sposata con un politico, rimase affascinata dalla politica ed ebbe successo come militante mentre usava le sue energie per promuovere le cause del partito Tory. Pur essendo la partner più in vista, la sua prospettiva conservatrice le assicurò un continuo favore tra i suoi anziani ammiratori Tory. Durante la prima parte del suo matrimonio, suo marito lavorò come Sottosegretario al Tesoro. Più tardi, nel 1823, gli fu affidato il Dipartimento dei boschi e delle foreste, posizione che gli diede la responsabilità dei parchi e giardini reali. Il successivo accesso alla famiglia reale migliorò non solo il suo status ma anche quello della moglie.
Quando osservava nei suoi diari le altre donne che condividevano i loro affetti con grandi uomini del tempo, Arbuthnot mostrava uno spirito acuto e ironico. Dell'unica amante di Wellington, la principessa Dorothea Lieven, moglie dell'ambasciatore russo imperiale a Londra dal 1812 al 1834, scrisse "È curioso che gli amori e gli intrighi di una donna galante debbano avere una tale influenza sugli affari dell'Europa". Ovviamente Arbuthnot non si rendeva conto di essere considerata da alcune persone nella società londinese come una donna galante in una situazione simile.
Le sue osservazioni politiche sono chiaramente scritte dal punto di vista Tory. Tuttavia, la sua dettagliata descrizione della rivalità per il potere tra i conservatori e i liberali che ebbe luogo tra il 1822 e il 1830 è uno dei resoconti più autorevoli di questa lotta.

### La relazione con Wellington
.

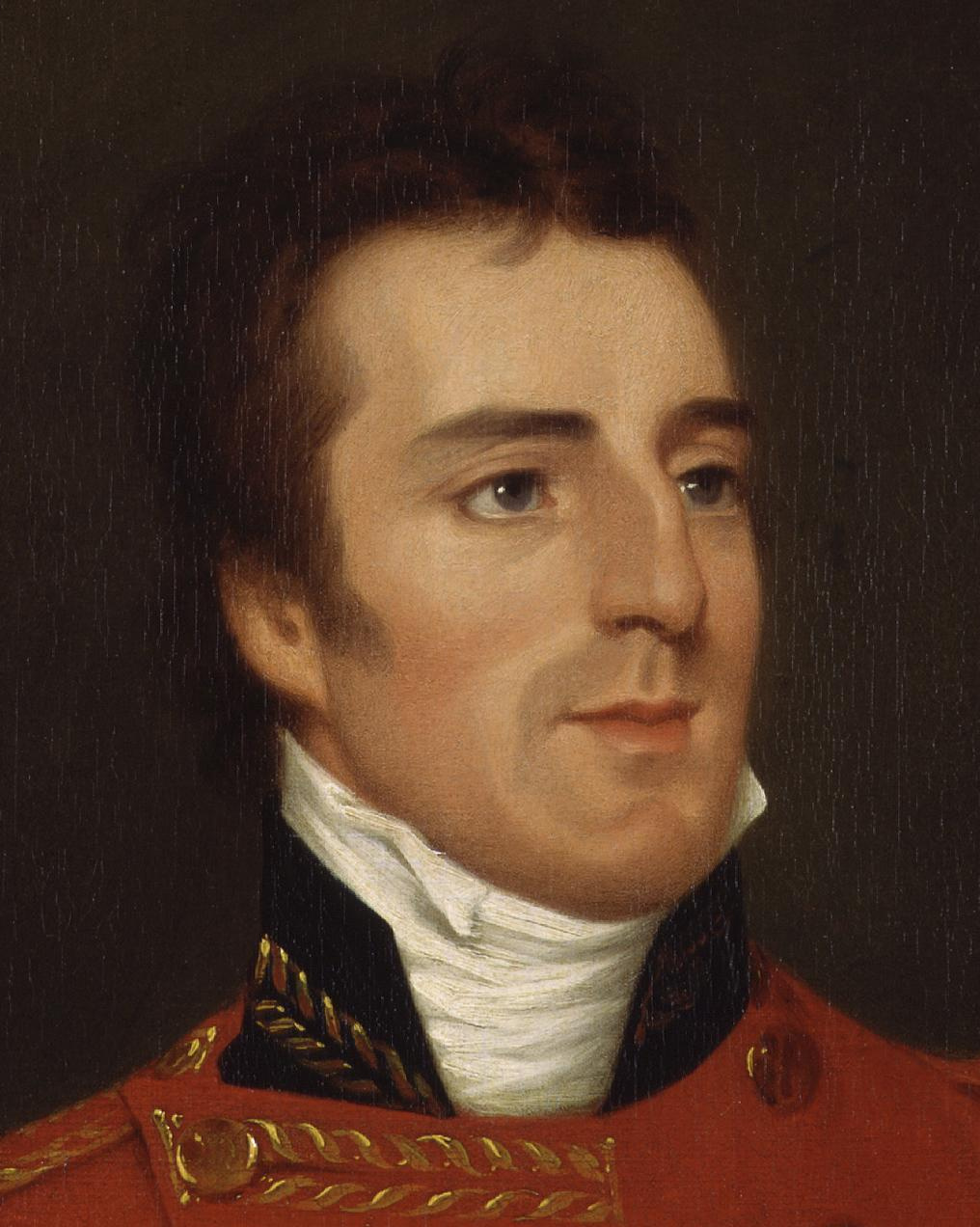
Arthur Wellesley, I duca di Wellington

È probabile che Wellington abbia notato la Arbuthnot per la prima volta nel 1814, nei salotti riaperti di Parigi dopo l'esilio di Napoleone all'Elba. Wellington era stato nominato Ambasciatore britannico alla corte delle Tuileries e la città era affollata di visitatori inglesi desiderosi di viaggiare nel continente e socializzare dopo le guerre napoleoniche.
Tra di essi si trovavano gli Arbuthnots, appena sposati. Charles Arbuthnot era noto a Wellington, poiché era stato un forte sostenitore del fratello minore di Wellington, Henry, durante il suo divorzio, ed è possibile che Wellington avesse incontrato, o almeno sentito parlare, della signora Arbuthnot, dato che era cugina di primo grado della famiglia a lui vicina dei Burghers. Tuttavia, fu solo dopo la morte di Castlereagh nel 1822 che l'amicizia fra Wellington e la Arbuthnot fiorì. È improbabile che una stretta amicizia si fosse sviluppata prima di allora: Wellington, che risiedeva all'Hotel de Charost (recentemente lasciato libero dalla sorella di Napoleone, la principessa Paolina Borghese) e festeggiato da tutta la restaurazione parigina, si era già trovato un'amica, Giuseppina Grassini. Questa donna, conosciuta per la sua stretta amicizia con Napoleone come La Chanteuse de l'Empereur, scandalizzò la società parigina sia inglese che francese apparendo al braccio di Wellington, in particolare dopo l'arrivo a Parigi della Duchessa di Wellington.
La storia di un ménage à trois tra la signora Arbuthnot, suo marito Charles e Wellington, ampiamente ipotizzata, è stata respinta da alcuni biografi. Tuttavia, è stato detto che il Duca, infelicemente sposato, apprezzò il suo rapporto con la signora Arbuthnot perché trovava nella sua compagnia "il conforto e la felicità che sua moglie non poteva dargli". Arbuthnot fu certamente la confidente del duca in tutte le questioni, specialmente quelle relative al suo matrimonio. Le confidò di aver sposato sua moglie solo perché "mi hanno chiesto di farlo" e di "non essere minimamente innamorato di lei". Wellington non vedeva in effetti la moglie da dieci anni, prima del giorno del loro matrimonio, dopo il quale i due scoprirono di avere poco o nulla in comune. Nonostante i due figli, condussero per lo più vite separate fino alla morte della duchessa di Wellington nel 1831. Harriet aveva una scarsa opinione della duchessa ("è così sciocca"), anche se era in disaccordo con Wellington quando diceva che sua moglie non si preoccupava per nulla di lui: secondo Harriet, la duchessa desiderava rendere felice suo marito, ma non aveva idea di come comportarsi.
Come conseguenza del suo matrimonio insoddisfacente, Wellington instaurò rapporti con altre donne, ma fu per la Arbuthnot che "riservò il suo più profondo affetto". Suo marito a quel tempo lavorava al Tesoro e la Arbuthnot divenne in effetti quello che oggi sarebbe definito segretario sociale di Wellington durante il suo primo mandato di premierato tra il gennaio 1828 e il novembre 1830. Si ipotizza che il duca di Wellington le consentisse un "accesso quasi illimitato ai segreti del gabinetto", senza però che essa riuscisse a influenzarlo. Persino il rifiuto del duca di far entrare il marito nel Gabinetto nel gennaio del 1828 riuscì comunque a scuotere l'intimità del trio.
Wellington non fece alcun tentativo di nascondere la sua amicizia con la Arbuthnot. Un'indicazione che la loro relazione era platonica e accettata come tale nelle più alte sfere della società si può trarre dal fatto che la Duchessa di Kent permise a Wellington di presentare Arbuthnot alla sua bambina, la futura Regina Vittoria, nel 1828. Arbuthnot notò che la giovane principessa era "la più affascinante bambina che abbia mai visto" e che "la Duchessa del Kent è una persona molto sensibile, e che la educa molto bene." Le impressioni di Arbuthnot sulla Duchessa erano meno che sincere e non condivise da Wellington e da altri personaggi della classe dirigente. Se il personaggio di Arbuthnot non fosse stato giudicato rispettabile, in ogni caso, un incontro pubblico con la principessa non sarebbe stato concesso.
Molti riferimenti nel diario di Arbuthnot, tuttavia, sono meno rispettosi di quelli che ha accordato alla duchessa del Kent. Wellington e Arbuthnot viaggiavano spesso insieme, e una visita a Blenheim Palace, condivisa nel 1824, provocò una feroce citazione nel suo diario riguardante l'amico di Wellington, il quinto duca di Marlborough, di cui scrisse: "La famiglia del grande generale è, tuttavia, andata tristemente a decadere, ed è solo una disgrazia per il nome illustre di Churchill che ha scelto in questo momento di recuperare. Il presente duca è sovraccarico di debiti, e di poco meglio di un comune truffatore".
Quando Wellington e i Tory persero il potere nel novembre 1830, la Arbuthnot perse interesse per il suo diario, scrivendo: "Scriverò molto raramente ora, oserei dire, nel mio libro, perché, tranne il Duca, nessuno degli uomini pubblici mi interessa ". Il suo resoconto della disgregazione del partito dei Tory è una narrazione completamente partigiana, accurata per quanto riguarda gli eventi al di fuori della cerchia ristretta dei Tory, ma su una scala più ampia e non così completamente politica come quella di Henry Hobhouse.

## Eredità
Harriet Arbuthnot morì improvvisamente di colera il 2 agosto 1834 a Woodford Lodge, la sua casa vicino alla residenza degli Arbuthnots, Woodford House, nel Northamptonshire. Subito dopo la sua morte un messaggio rapido fu inviato ad Apsley House. Il messaggero, tuttavia, dovette deviare verso Hatfield House, dove Wellington stava cenando con il marchese e la marchesa di Salisbury. Dopo la sua morte, fu rivelato che Harriet aveva ricevuto una pensione pubblica di £ 936 all'anno a partire dal 1823.
L'esatta natura della relazione di Arbuthnot con Wellington è sempre stata oggetto di congetture. Le speculazioni aumentarono poiché Wellington, dopo la sua morte, fu immediatamente perseguitato da ammiratrici di sesso femminile. Una era una signorina Jenkins che, dal momento della morte della Arbuthnot, lo inseguì "corpo e anima". Un'altra, riemersa dal suo passato, era la cugina di Harriet, l'eccentrica Lady Georgiana Fane, che infastidiva costantemente Wellington con minacce di pubblicare lettere intime che un tempo le aveva mandato, e di denunciarlo sostenendo che avesse rinnegato la promessa di sposarla. Sembra molto probabile che oltre ad aiutare Wellington nella sua vita sociale, la presenza di Harriet al suo fianco lo abbia protetto dalle proposte di altre donne. Il duca certamente ebbe delle amanti durante il periodo in cui conobbe la Arbuthnot, ma non è mai stato provato che Harriet fosse una di loro.
Dopo la sua morte, Charles lasciò Woodford House e visse con il suo caro amico Wellington. Charles morì ad Apsley House nel 1850, all'età di 83 anni. Durante il tempo trascorso assieme, i due uomini, ormai anziani, piansero la perdita di Harriet e si lamentarono delle fratture sviluppatesi all'interno del partito Tory. Wellington visse ancora per altri due anni e fu sepolto solennemente nella cattedrale di Saint Paul a Londra. Harriet Arbuthnot era stata sepolta con la famiglia Fane nella chiesa parrocchiale di St Nicholas, a Fulbeck.